# L'inno dei non mondiali (Formentera 2018)
L'Inno dei non mondiali (Formentera 2018) è un singolo del trio comico italiano Gli Autogol e del produttore discografico italiano Dj Matrix, pubblicato il 15 giugno 2018. Su YouTube ha avuto un buon successo con più di 8 milioni di visualizzazioni ricevute.

## Descrizione
La canzone tratta della tristezza dei tifosi italiani di non poter vedere la nazionale italiana di calcio ai campionati del mondo 2018, data la mancata qualificazione di tale nazionale al torneo.

## Video musicale
Il videoclip è stato pubblicato l'11 giugno 2018 attraverso il canale YouTube del trio.

## Tracce
Testi di Alessandro Iraci, Alessandro Trolli, Michele Negroni, Daniele Autore, Matteo Giometto, musiche di Matteo Schiavo, Matteo Buzzanca, Ludovico Franchitti.
1. L'inno dei non mondiali (Formentera 2018) – 2:38